# Белолунино
Белолунино — деревня в Урицком районе Орловской области России.
Входит в состав Городищенского сельского поселения.

## География
Деревня расположена на берегах притока реки Цон.Ближайшие населённые пункты — Борщёвка и посёлок Санатория.
Имеется одна улица — Цурикова.

## Население
| 2010 |
| ---- |
| 26   |